# Crínán de Dunkeld
Crínán de Dunkeld (mort en 1045) est abbé laïc de Dunkeld et mormaer d'Atholl.

## Origine
Crínán  mac Donnchad appartenait à une famille  qui contrôlait depuis au moins trois générations l’abbatiat de Dun Caillen. Cette fonction était sans doute  comme à la même époque en Europe continentale tombée entre les mains d'abbés laïcs à la suite des attaques des Vikings.
Son grand-père Donnchad abbé de Dunkeld avait été tué en 965 lors d’un combat entre le roi Dubh Ier d'Écosse et son compétiteur Culen Ier d'Écosse qu'il soutenait.

## Mormaer
Crínán épousa Bethóc, la fille du roi Malcolm II d'Écosse, qui sans doute, sans héritier mâle survivant,  assura sa succession au fils du couple le futur Duncan Ier d'Écosse peut-être en le nommant roi de Strathclyde après la mort du roi Owen le Chauve pendant ou après la bataille de Carham ; mais cette nomination est désormais contestée.
On attribue à Crínán le titre de Mormaer d’Atholl bien qu’il n’apparaisse jamais dans les sources contemporaines sans doute rétroactivement parce que ses descendants ont exercé cette fonction. L’historien écossais Adrian C.Grant a tenté de démontrer que Crinan était le « Karl Hundason »  évoqué dans la Orkneyinga saga.
Après la mort au combat de Duncan Ier d'Écosse, tué par Macbeth Ier d'Écosse en 1040, Crínán  continua le combat pour le compte de ses petits-fils mais il fut tué en 1045.

## Postérité
Outre Duncan, Crínán laissait un autre fils qui n’est jamais désigné comme celui de Bethóc :
- Maldred de Dunkeld, qui aurait été régent de Strathclyde et de Cumbria pendant le règne de son frère ou demi-frère Duncan et qui périt vraisemblablement avec son père Crínán  en 1045. Le fils de Maldred Gospatrick fut l'ancêtre de la famille de Dunbar[8].